# Puchar Michałowicza
Puchar im. dr. Jerzego Michałowicza – polskie rozgrywki w piłce nożnej w kategorii juniorów, w których uczestniczyły reprezentacje Okręgowych Związków Piłki Nożnej.
Patronem turnieju został wybrany lekarz pediatra dr Jerzy Michałowicz (1903-1936). Pierwotnie turniej o puchar był organizowany od 1937 od auspicjami Polskiego Związku Piłki Nożnej. Po wojnie rozgrywki zostały reaktywowane od 1957, przy czym według nowej formuły przewidziano udział reprezentacji okręgów piłkarskich (województw). W zawodach uczestniczą piłkarze do lat 15.

## Edycje
| Rok  | Edycja | 1 miejsce             | 2 miejsce      | 3 miejsce       | 4 miejsce    | Miejsce finałów                   | Źródło        |
| ---- | ------ | --------------------- | -------------- | --------------- | ------------ | --------------------------------- | ------------- |
| 1958 |        | Kraków                | Opole          |                 |              | Kraków                            | [ 3 ]         |
| 1959 |        | Śląsk                 |                |                 |              |                                   | [ 4 ]         |
| 1960 |        | Śląsk                 | Szczecin       | Warszawa        | Kraków       | Oświęcim                          | [ 5 ]         |
| 1961 |        | Śląsk                 | Łódź           |                 |              |                                   | [ 6 ]         |
| 1965 |        | Opole                 | Gdańsk         | Wrocław         | Rzeszów      | Kalisz                            | [ 7 ]         |
| 1966 |        | Katowice              | Kraków         | Warszawa        | Szczecin     | Kraków                            | [ 8 ]         |
| 1967 |        | Kraków                | Łódź           | Gdańsk          | Szczecin     | Kartuzy                           | [ 9 ]         |
| 1970 |        | Kraków                | Gdańsk         |                 |              | Kraków                            | [ 10 ]        |
| 1976 |        | Warszawa              |                |                 |              |                                   | [ 11 ]        |
| 1972 |        | Bydgoszcz             |                |                 |              |                                   | [ 12 ]        |
| 1978 |        | Kraków                | Bydgoszcz      | Olsztyn         | Lubin        | Płock                             | [ 13 ] [ 14 ] |
| 1981 |        | Kielce                |                |                 |              |                                   | [ 15 ]        |
| 1982 |        | Śląsk                 | Gdańsk         |                 |              |                                   | [ 16 ]        |
| 1984 | XXI    | Kraków                | Warszawa       | Opole           | Bydgoszcz    |                                   | [ 17 ]        |
| 1987 |        |                       |                |                 | Gorzów       |                                   | [ 18 ]        |
| 1988 |        |                       |                | Płock           |              | Płock                             | [ 13 ]        |
| 1989 |        | Katowice              | Bydgoszcz      | Białystok       | Łódź         | Koszalin/Sianów                   | [ 19 ]        |
| 1990 |        |                       |                | Gorzów          |              |                                   | [ 18 ]        |
| 1993 |        | Śląsk                 | Kraków         |                 |              |                                   | [ 20 ]        |
| 1994 |        | Śląsk                 | Gdańsk         |                 |              |                                   | [ 20 ]        |
| 1995 |        | Śląsk                 |                |                 |              |                                   | [ 20 ]        |
| 2002 |        | Kraków                | Olsztyn        | Poznań          | Katowice     | Gliwice/Zabrze                    | [ 21 ]        |
| 2007 |        |                       |                |                 |              | Zielona Góra/Krosno Odrzańskie    | [ 22 ]        |
| 2010 |        | Zachodniopomorski ZPN | Mazowiecki ZPN |                 |              | Police                            | [ 23 ]        |
| 2011 |        | Małopolski ZPN        | Pomorski ZPN   | Łódzki ZPN      | Lubelski ZPN | Opole/Brzeg                       | [ 24 ]        |
| 2012 |        | Mazowiecki ZPN        | Łódzki ZPN     | Dolnośląski ZPN | Śląski ZPN   | Jarosław/Tuczempy/Przemyśl        | [ 25 ]        |
| 2013 |        | Białystok             | Poznań         | Bydgoszcz       | Warszawa     | Nowy Sącz/Barcice/Kamionka Wielka | [ 26 ]        |

Imieniem Jerzego Michałowicza był także rozgrywany międzynarodowy memoriał lekkoatletyczny.